# Арахамия, Давид Георгиевич
Дави́д Гео́ргиевич Араха́мия (груз. დავით გიორგის ძე არახამია; укр. Давид Георгійович Арахамія; род. 23 мая 1979, Сочи, Краснодарский край, РСФСР, СССР), также известный под псевдонимом Давид Браун (англ. David Braun) — украинский государственный деятель, политик, предприниматель, общественный деятель и волонтёр грузинского происхождения. Руководитель фракции «Слуга народа» в Верховной раде Украины c 29 августа 2019 года.
Секретарь Национального инвестиционного совета. Соучредитель нескольких IT-компаний.
Основатель волонтёрской организации «Народный проект», которая помогает украинским военным в зоне АТО.

## Биография
Родился 23 мая 1979 года в Сочи. Некоторое время жил в Гаграх, Абхазская АССР, Грузия. В 1992 году, спасаясь от войны в Абхазии, переехал с родителями в украинский Николаев. Там вырос и окончил общеобразовательную школу № 36.
Изучал экономику в Европейском университете (магистр). Прошёл магистерскую программу Professional Management в Open University London.
В 2002 году основал IT-компанию TemplateMonster, ставшую пионером в сфере реализации шаблонов веб-сайтов.
В марте 2014 года Арахамия вместе со знакомыми открыл сайт для сбора средств на экипировку десантников 79-й бригады. С этого началась волонтёрская инициатива «Народный проект».
В августе 2014 года был назначен советником председателя Николаевской облгосадминистрации по вопросам волонтёрской деятельности, в сентябре — уполномоченным министра обороны по вопросам закупок, а в октябре — советником министра обороны и председателем Совета волонтёров при Министерстве обороны Украины. В ноябре 2014 года стал соучредителем Ассоциации народных волонтёров Украины и куратором «волонтёрского десанта» — группы волонтёров, которые начали работать в Минобороны.
В феврале 2015 года гражданин Грузии Давид Арахамия получил паспорт гражданина Украины.
На выборах городского головы Николаева в 2015 году поддержал кандидатуру Александра Сенкевича.
9 июля 2019 года президент Украины Владимир Зеленский назначил Арахамию членом Наблюдательного совета Государственного концерна «Укроборонпром».
Был избран главой парламентской фракции «Слуга народа». Заявлял об опасности как противостояния внутри фракции разных групп влияния, так и прямого подкупа части её депутатов. Арахамия предложил для минимизации коррупционных рисков внедрить электронную систему мониторинга работы депутатов, которая позволит распознавать аномалии при голосовании и анализировать, не может ли такая аномалия быть связана с коррупционными рисками.
Член партии «Слуга народа».
Соучредитель ООО «МВА — Центр», ООО «Украинское агентство экспорта и инвестиций», ООО «Международный центр стратегий безопасности и обороны».

## Парламентская деятельность
Глава фракции партии «Слуга народа».
Член Комитета Верховной рады Украины по вопросам национальной безопасности, обороны и разведки, глава Подкомитета по вопросам надзора за деятельностью государственных органов специального назначения с правоохранительными функциями, правоохранительных органов, правоохранительных органов специального назначения и разведывательных органов.
Глава Временной следственной комиссии Верховной рады Украины по вопросам расследования пожаров (взрывов) на складах боеприпасов в период с 2014 по 2018 года в г. Ичня (Черниговская обл.), г. Калиновка (Винницкая обл.), г. Балаклия (Харьковская обл.), г. Сватово (Луганская обл.), г. Кривой Рог (Днепропетровская обл.).
Член Временной специальной комиссии Верховной рады Украины по вопросам формирования и реализации государственной политики касательно восстановления территориальной целостности и обеспечения суверенитета Украины.
Руководитель депутатской группы Верховной рады Украины по межпарламентским связям с США.
С подачи Давида Арахамии осуществлены кадровые изменения глав главных управлений Госгеокадастра в ряде областей.
С началом вторжения России на Украину в 2022 году стал одним из представителей Украины на переговорах с Российской Федерацией.

## Признание
В 2019—2021 годах Арахамия входит в топ-100 влиятельных людей Украины по версии журнала «НВ», заняв, соответственно, 36-е, 43-е и 37-е места.
В 2020 году Давид Арахамия занял 21-е место в топ-100 самых влиятельных украинцев по версии журнала «Фокус». В 2021 году занял 6-е место.
За полтора года работы в парламенте Давид Арахамия превратился из IT-бизнесмена в профессионального политика, которому удаётся найти подход ко всем. Менеджер, переговорщик, командный игрок — таким его видят коллеги по фракции.
В 2020 году Арахамия вошёл в топ-100 влиятельных украинцев по версии журнала «Корреспондент», заняв 37 место, в 2021 году — 20 место.

## Награды
- За волонтёрскую деятельность награждён орденом «За заслуги» III степени (Указ Президента Украины от 23 августа 2014)[29].

## Личная жизнь
Женат второй раз. Имеет шестерых детей.